# Marcus Gjøe Rosenkrantz
Marcus Gjøe Rosenkrantz (ur. 25 stycznia 1762 w Tveit koło Kristiansand, zm. 11 maja 1838 w Christianii (ob. Oslo)) – norweski polityk. Wicekról (stadholder) Norwegii, pełniący również funkcję premiera, w okresie od 14 sierpnia 1814 do 31 stycznia 1815. Był prawnikiem, studiował na uniwersytecie w Kopenhadze. Odznaczony Królewskim Orderem Serafinów.